# Сан Мауро (Казерта)
Сан Мауро је насеље у Италији у округу Казерта, региону Кампанија.
Према процени из 2011. у насељу је живело 49 становника. Насеље се налази на надморској висини од 55 м.